# Río Angachilla
El humedal Angachilla se encuentra localizado en la zona sur-este de Valdivia aproximadamente a 200 metros de la Villa Claro de Luna, este humedal es una de las zonas protegidas a lo largo de todo el país. A partir de su etimología ”Angachilla” significa “lugar de zorros” en mapudungun,  lengua natal de los habitantes originarios de este territorio (Vargas, 2018, p. 34).
La información del Consejo de Monumentos Nacionales (s.f.), señala que el Humedal Angachilla posee una superficie de 2.025,7 hectáreas. Esta área incluye exclusivamente bienes nacionales de uso público localizados en la parte baja de la cuenca del río Angachilla, cuyo sistema de humedales está formado por los esteros Miraflores, Angachilla, Prado Verde, Las Parras, Las Gaviotas, y las lagunas de Santo Domingo. 
Los humedales corresponden a extensiones de marismas, pantanos, turberas o aguas de régimen natural o artificial, permanentes o temporales, estancadas o corrientes, dulce, salobres o salados, viéndose como un interfase entre ambiente terrestres y acuáticos, gracias a estas características tan únicas se puede apreciar una enorme diversidad biológica de vegetación (Correa et al., 2011).

## Fauna
El Humedal Angachilla cuenta con una gran biodiversidad, desde el Parque Krahmer hay registro de 77 especies de aves, con 57 de ellas presentes en el sector La Punta de la Reserva Natural Urbana Angachilla. El humedal cuenta con dos importantes mamíferos, el coipo un roedor acuático que se alimenta de totora, se puede apreciar en los pajonales al atardecer desde los miradores del sector La Punta, igualmente se encuentra el huillín, nutria de río en peligro de extinción (Fundación Forecos, s.f). Y por último se encuentra en los bosques ribereños el zorro chilla, generalmente se mueve cuando está por caer la noche, alimentándose de ratones y conejos (Fundación Plantae, 2021). Igualmente se pueden apreciar distintas aves; el pato jergón (Anas georgica) es el ave acuático que mejor se puede apreciar en este humedal, pato real (Anas sibilatrix), cisnes de cuello negro (Cygnus melancoryphus) con 8 ejemplares, luego se encuentran las aves exclusivamente aéreas, igualmente se logra apreciar a 20 chirios (Sicalis luteola), run - run (Hymenops perspicillatus), mirlos (Molothrus bonariensis), y los emblemáticos treiles (Vanellus chilensis) y bandurrias (Theristicus melanopis) (Vargas,2018). Para finalizar igualmente se encuentra el ave huairavillo (Ixobrychus Involucris) que habita en la vegetación palustre, moviéndose lento y silencioso entre juncos y totoras (Fundación Plantae 2021).

## Flora
La vegetación de este Humedal es muy variada, ya que incluye grandes extensiones de pajonales de vatro, bosques pantanosos de mirtáceas llamados “hualves”, específicamente cuenta con un 70% de vegetación acuática predominando el junquillo, vatro, totora y cortadera, 20% de vegetación arbustiva donde domina la mora, quila y chupón, además se aprecia el tomatillo y helecho costilla de vaca, por último se ve un 10% de vegetación arbórea aislada en los bordes del humedal, con una leve presencia de enredaderas, como el voqui, Cissus striata y copihue (Fundación Forecos, s.f).
Por otra parte, igualmente se puede apreciar el Arrayán (Luma apiculata), laurel (Laurelia sempervirens), lingue (Persea lingue), avellano (Gevuina avellana), nalca (Gunnera tirictoria), maqui (Aristotelia chilensis). También se incluyen las hierbas como menta, yerbabuena, romero, poleo y orégano. Todas estas plantaciones permanecen en buen estado gracias a la junta de vecinos de la Villa Claro de Luna que adjudicó un proyecto denominado “Restauración y conservación del Humedal Angachilla a través de la creación de una reserva Natural Urbana”. A través de esta iniciativa se realizaron acciones de reforestación y una construcción pasiva de un vivero (Vargas, 2018).

## Ejercicio ciudadano por el rescate del Humedal Angachilla
- La protección de este humedal está relacionada estrechamente con la ciudadanía del sector Villa Claro de Luna. Pero la principal causa que detonó el cambio fue la denuncia recibida por el hecho de estar usándose como vertedero clandestino. Este hecho marcó una transición importante en la villa claro de luna, ya que al encontrarse a 200mt del humedal, la población se ve afectada (Skewes et al., 2012,”El movimiento ciudadano en el rescate del humedal Angachilla”, párr  2 ) Lo mencionado hizo que las poblaciones tomarán conciencia de su relación con el entorno, ya que ellos principalmente estaban concentrados en evitar la delincuencia,el alcohol y las drogas en el sector, temas que se veían frecuentes y preocupaban a las personas por su seguridad y su salud, por esta acción se realizó el primer quinquenio donde se abarcó la solución del cuidado del medio ambiente, porque este al proyectar un sector limpio y en buenas condiciones no  solo ayudaría a la delincuencia y al estatus medio ambiental de Valdivia, si no que prevendría enfermedades relacionadas a los escombros y a la basura (Skewes et al., 2012,”El movimiento ciudadano en el rescate del humedal Angachilla”, párr  2 )